# Яни Воденичаров
Яни Хараламбов Воденичаров с псевдоним Балкански е български революционер, деец на Вътрешната македоно-одринска революционна организация.

## Биография
Воденичаров е роден в 1870 година в Лозенград, тогава в Османската империя, днес Къркларели, Турция. Братовчед е на Стойчо Воденичаров. Получава прогимназиално образование и работи като бакалин. Влиза във ВМОРО. Става член на Лозенградския революционен комитет в 1902 година. В август 1903 година става пунктов началник на ВМОРО в село Къзъклисе, Карабунарско. Към края на Преображенското въстание влиза в четата на Иван Варналиев като секретар и участва в нападението на турското село Каланджа.
През февруари 1904 година е делегат е на Варненския конгрес на Одринския революционен окръг. Връща се в Лозенград. През пролетта на 1908 година е арестуван и осъден на 3 години затвор, но е освободен след избухналата скоро след това Младотурска революция.